# Distretto di Bokon
Il distretto di Bokon è un distretto della Liberia facente parte della contea di Sinoe.